# Isbrand de Diemerbroeck
Isbrand de Diemerbroeck (Montfoort, 13 décembre 1609-Utrecht, 6 novembre 1674), aussi connu comme IJsbrand van Diemerbroeck, ou Ysbrand van Diemerbroeck, est un anatomiste néerlandais.

## Biographie
Il commence ses études à Utrecht, puis étudie la philosophie, les humanités et la médecine à l'université de Leyde. Il voyage en France où il est reçu docteur en médecine à Angers.

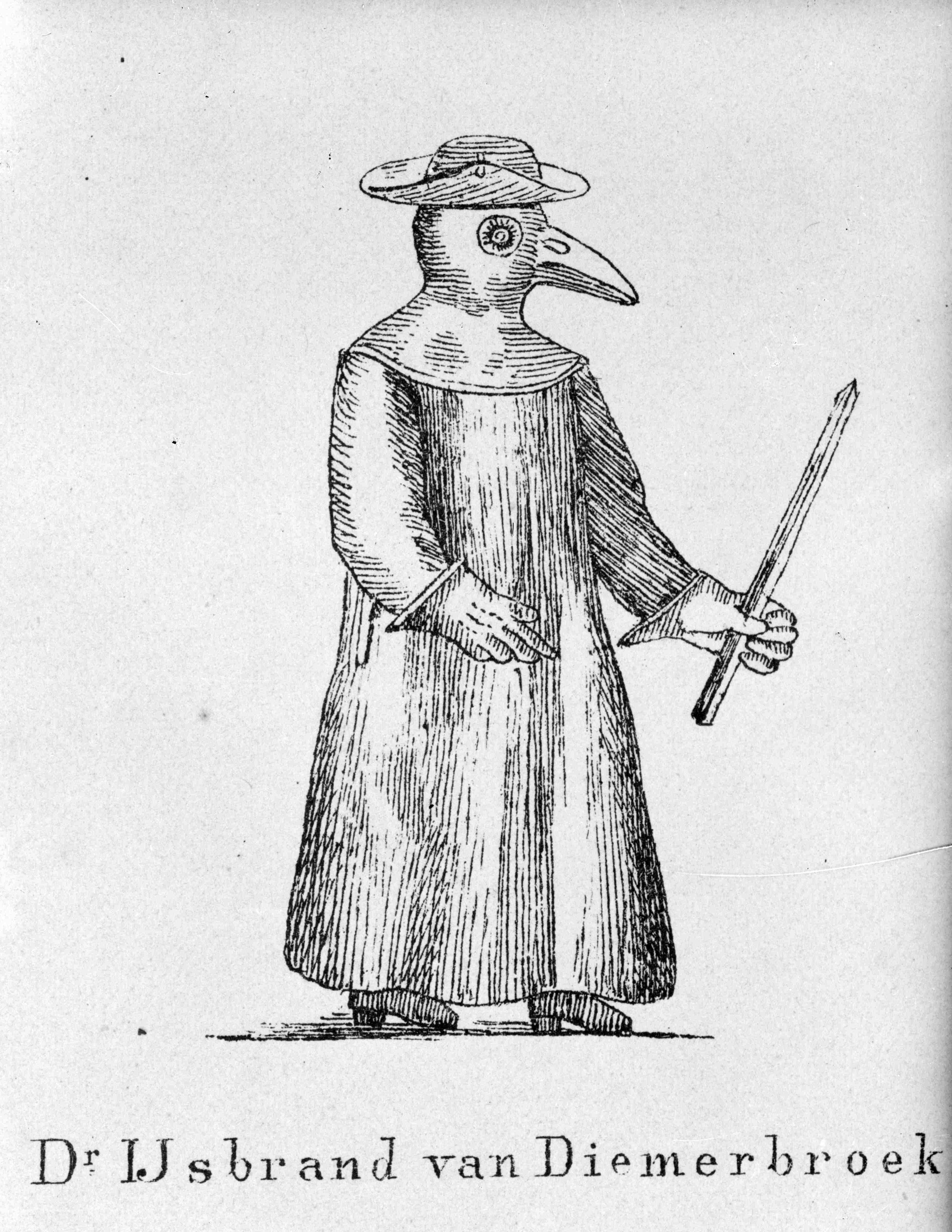
Isbrand de Diemerbroeck représenté en médecin de peste (Archives régionales de Nimègue).

Il devient célèbre pour son efficacité lors de l'épidémie de peste noire de 1636-1637 qui ravagea Nimègue.
Il épouse Elizabeth Van Gessel le 18 octobre 1642, à Utrecht.
Professeur à Utrecht en 1649, il y enseigne à partir de 1651 l'anatomie et la médecine, et sera deux fois recteur de l'université d'Utrecht.
On lui doit : 
- De peste, 1646 ; réédité en 1665 par Joan Blaeu (Tractatus de peste in quatuor libros distinctus, truculentissimi morbi historiam ratione et experientia confirmatam exhibens sur Google Books), traduit en anglais en 1722
- Oratio de reducenda ad medicinam chirurgia, 1649
- Disputationum practicarum pars prima et secunda de morbis capitis et thoracis, 1654
- Anatome corporis humani : plurimis novis inventis intructa, 1672, ; traduit en français sous le titre L'anatomie du corps humain, Lyon, 1695
- Opera omnia anatomica et medica, 1685
- Opera omnia, recueil de l'ensemble de ses écrits, 1685